# 平興郡
平兴郡，中国南北朝时设置的郡。
南朝梁大同二年（536年）改南白水郡置平兴郡，属北益州。治所在白水县（今四川省青川县东北沙州镇白水街）。为北益州治，后北益州改沙州。承圣二年（553年）被西魏占领，北周沿置，北周辖境相当今甘肃省文县、四川青川县东北及广元市西北地。隋文帝开皇三年（583年）废平兴郡，地属龙州。